# Lista di asteroidi (636001-637000)
Di seguito una lista di asteroidi dal numero 636001  al 637000 con data di scoperta e scopritore.

## 636001–636100
| Nome   | Designazione provvisoria | Data di scoperta  | Scopritore                      |
| ------ | ------------------------ | ----------------- | ------------------------------- |
| 636001 | 2014 KP94                | 15 gennaio 2013   | ESA OGS                         |
| 636002 | 2014 KA104               | 10 settembre 2007 | Mount Lemmon Survey             |
| 636003 | 2014 KL104               | 22 maggio 2014    | Mount Lemmon Survey             |
| 636004 | 2014 KM104               | 26 maggio 2006    | Mount Lemmon Survey             |
| 636005 | 2014 KB106               | 25 maggio 2014    | Pan-STARRS                      |
| 636006 | 2014 KO106               | 27 agosto 2006    | Spacewatch                      |
| 636007 | 2014 KZ107               | 21 maggio 2014    | Pan-STARRS                      |
| 636008 | 2014 KW111               | 27 maggio 2014    | Pan-STARRS                      |
| 636009 | 2014 KT134               | 28 maggio 2014    | Mount Lemmon Survey             |
| 636010 | 2014 KM142               | 22 dicembre 2008  | Spacewatch                      |
| 636011 | 2014 LJ1                 | 2 ottobre 2010    | Mount Lemmon Survey             |
| 636012 | 2014 LT3                 | 1 febbraio 2009   | Spacewatch                      |
| 636013 | 2014 LU3                 | 12 ottobre 2007   | Mount Lemmon Survey             |
| 636014 | 2014 LJ5                 | 1 febbraio 2009   | Mount Lemmon Survey             |
| 636015 | 2014 LX7                 | 9 maggio 2006     | Mount Lemmon Survey             |
| 636016 | 2014 LO12                | 1 settembre 2002  | NEAT                            |
| 636017 | 2014 LM13                | 30 maggio 2014    | Mount Lemmon Survey             |
| 636018 | 2014 LY14                | 12 novembre 2007  | Mount Lemmon Survey             |
| 636019 | 2014 LM18                | 26 ottobre 2011   | Pan-STARRS                      |
| 636020 | 2014 LM19                | 29 agosto 2001    | L. Kotková, M. Wolf             |
| 636021 | 2014 LQ32                | 10 aprile 2013    | Pan-STARRS                      |
| 636022 | 2014 LS32                | 3 giugno 2014     | Pan-STARRS                      |
| 636023 | 2014 LK38                | 4 giugno 2014     | Pan-STARRS                      |
| 636024 | 2014 LG40                | 5 giugno 2014     | Pan-STARRS                      |
| 636025 | 2014 MN                  | 9 aprile 2014     | Pan-STARRS                      |
| 636026 | 2014 MB2                 | 4 maggio 2006     | Mount Lemmon Survey             |
| 636027 | 2014 MA9                 | 11 novembre 2006  | Mount Lemmon Survey             |
| 636028 | 2014 MT12                | 22 ottobre 2006   | Mount Lemmon Survey             |
| 636029 | 2014 MW15                | 16 gennaio 2009   | Mount Lemmon Survey             |
| 636030 | 2014 MV19                | 21 luglio 2006    | Mount Lemmon Survey             |
| 636031 | 2014 MZ21                | 15 febbraio 2013  | Pan-STARRS                      |
| 636032 | 2014 MQ22                | 23 giugno 2014    | Mount Lemmon Survey             |
| 636033 | 2014 MY22                | 1 settembre 2002  | NEAT                            |
| 636034 | 2014 ME23                | 5 maggio 2014     | Pan-STARRS                      |
| 636035 | 2014 MP25                | 25 settembre 2000 | AMOS                            |
| 636036 | 2014 MP27                | 16 gennaio 2013   | Mount Lemmon Survey             |
| 636037 | 2014 MH28                | 23 settembre 2011 | Pan-STARRS                      |
| 636038 | 2014 MX29                | 3 giugno 2014     | Pan-STARRS                      |
| 636039 | 2014 ME30                | 3 agosto 2002     | NEAT                            |
| 636040 | 2014 MM32                | 29 gennaio 2009   | Mount Lemmon Survey             |
| 636041 | 2014 MA33                | 25 giugno 2014    | Mount Lemmon Survey             |
| 636042 | 2014 MA36                | 5 giugno 2010     | M. Schwartz, P. R. Holvorcem    |
| 636043 | 2014 MO37                | 12 novembre 2001  | SDSS Collaboration              |
| 636044 | 2014 MQ39                | 14 aprile 2005    | CSS                             |
| 636045 | 2014 MN44                | 28 febbraio 2009  | Mount Lemmon Survey             |
| 636046 | 2014 MA47                | 10 gennaio 2013   | Pan-STARRS                      |
| 636047 | 2014 MX47                | 30 maggio 2014    | Pan-STARRS                      |
| 636048 | 2014 MY48                | 15 aprile 2005    | Spacewatch                      |
| 636049 | 2014 MD52                | 4 marzo 2000      | SDSS Collaboration              |
| 636050 | 2014 MX59                | 26 settembre 2006 | Mount Lemmon Survey             |
| 636051 | 2014 MZ71                | 16 marzo 2004     | CINEOS                          |
| 636052 | 2014 MM73                | 1 marzo 2008      | Spacewatch                      |
| 636053 | 2014 MM75                | 1 aprile 2005     | Spacewatch                      |
| 636054 | 2014 MT76                | 28 giugno 2014    | Pan-STARRS                      |
| 636055 | 2014 ML101               | 27 giugno 2014    | Pan-STARRS                      |
| 636056 | 2014 MZ104               | 31 marzo 2009     | Spacewatch                      |
| 636057 | 2014 NF6                 | 1 luglio 2014     | Pan-STARRS                      |
| 636058 | 2014 NK15                | 6 marzo 2013      | Pan-STARRS                      |
| 636059 | 2014 NB17                | 25 maggio 2006    | Mount Lemmon Survey             |
| 636060 | 2014 NV17                | 13 gennaio 2004   | Spacewatch                      |
| 636061 | 2014 NC34                | 26 giugno 2014    | ESA OGS                         |
| 636062 | 2014 NC36                | 2 novembre 2010   | Mount Lemmon Survey             |
| 636063 | 2014 NK43                | 12 maggio 2005    | NEAT                            |
| 636064 | 2014 NQ44                | 23 luglio 2003    | NEAT                            |
| 636065 | 2014 NR44                | 31 dicembre 2011  | Mount Lemmon Survey             |
| 636066 | 2014 NW47                | 30 gennaio 2004   | Spacewatch                      |
| 636067 | 2014 NV53                | 17 dicembre 2007  | Spacewatch                      |
| 636068 | 2014 NX53                | 26 luglio 2005    | NEAT                            |
| 636069 | 2014 NT54                | 13 dicembre 2006  | LINEAR                          |
| 636070 | 2014 NT55                | 26 giugno 2014    | Pan-STARRS                      |
| 636071 | 2014 NV59                | 10 febbraio 2004  | P. R. Holvorcem, M. Schwartz    |
| 636072 | 2014 NN61                | 11 agosto 2001    | NEAT                            |
| 636073 | 2014 NR61                | 10 ottobre 2004   | L. H. Wasserman, J. R. Lovering |
| 636074 | 2014 NL69                | 30 novembre 2010  | Mount Lemmon Survey             |
| 636075 | 2014 ND70                | 21 marzo 2009     | Mount Lemmon Survey             |
| 636076 | 2014 NL71                | 25 febbraio 2007  | Mount Lemmon Survey             |
| 636077 | 2014 NS72                | 17 aprile 2013    | Pan-STARRS                      |
| 636078 | 2014 NE73                | 7 luglio 2014     | Pan-STARRS                      |
| 636079 | 2014 OW5                 | 31 luglio 2005    | NEAT                            |
| 636080 | 2014 OR9                 | 3 marzo 2013      | Mount Lemmon Survey             |
| 636081 | 2014 OO22                | 11 gennaio 2010   | Spacewatch                      |
| 636082 | 2014 OJ27                | 26 settembre 2006 | Mount Lemmon Survey             |
| 636083 | 2014 OK29                | 26 ottobre 2011   | Pan-STARRS                      |
| 636084 | 2014 OH33                | 20 gennaio 2008   | Spacewatch                      |
| 636085 | 2014 OZ39                | 25 luglio 2014    | Pan-STARRS                      |
| 636086 | 2014 OE53                | 4 settembre 2010  | Mount Lemmon Survey             |
| 636087 | 2014 OA59                | 3 luglio 2014     | Pan-STARRS                      |
| 636088 | 2014 OX59                | 15 ottobre 2001   | Spacewatch                      |
| 636089 | 2014 OQ62                | 31 agosto 2005    | Spacewatch                      |
| 636090 | 2014 OY62                | 19 marzo 2013     | Pan-STARRS                      |
| 636091 | 2014 OA64                | 29 settembre 2010 | Mount Lemmon Survey             |
| 636092 | 2014 OD75                | 10 aprile 2005    | Mount Lemmon Survey             |
| 636093 | 2014 OR76                | 2 ottobre 2006    | Mount Lemmon Survey             |
| 636094 | 2014 OU76                | 14 febbraio 2013  | Pan-STARRS                      |
| 636095 | 2014 OO82                | 19 giugno 2009    | R. Holmes                       |
| 636096 | 2014 OR86                | 2 luglio 2014     | Pan-STARRS                      |
| 636097 | 2014 OU91                | 17 settembre 2009 | W. Bickel                       |
| 636098 | 2014 OO94                | 3 novembre 2010   | Mount Lemmon Survey             |
| 636099 | 2014 OD97                | 9 febbraio 2008   | Spacewatch                      |
| 636100 | 2014 OM98                | 19 gennaio 2012   | Pan-STARRS                      |

## 636101–636200
| Nome   | Designazione provvisoria | Data di scoperta  | Scopritore                  |
| ------ | ------------------------ | ----------------- | --------------------------- |
| 636101 | 2014 OP104               | 31 marzo 2008     | Mount Lemmon Survey         |
| 636102 | 2014 OK108               | 21 ottobre 2006   | Spacewatch                  |
| 636103 | 2014 OV108               | 2 aprile 2013     | Mount Lemmon Survey         |
| 636104 | 2014 OY110               | 18 febbraio 2004  | Spacewatch                  |
| 636105 | 2014 OT112               | 27 giugno 2014    | ESA OGS                     |
| 636106 | 2014 OH116               | 6 settembre 2010  | Z. Kuli                     |
| 636107 | 2014 OS120               | 10 aprile 2013    | Pan-STARRS                  |
| 636108 | 2014 OR129               | 10 novembre 2004  | M. W. Buie, L. H. Wasserman |
| 636109 | 2014 OP131               | 20 aprile 2009    | Spacewatch                  |
| 636110 | 2014 OA134               | 4 settembre 2010  | Mount Lemmon Survey         |
| 636111 | 2014 OD143               | 27 agosto 2005    | D. Healy                    |
| 636112 | 2014 OP146               | 4 luglio 2014     | Pan-STARRS                  |
| 636113 | 2014 OK147               | 27 luglio 2014    | Pan-STARRS                  |
| 636114 | 2014 OK153               | 18 settembre 2006 | Spacewatch                  |
| 636115 | 2014 OZ167               | 11 aprile 2013    | ESA OGS                     |
| 636116 | 2014 OT173               | 13 febbraio 2013  | Pan-STARRS                  |
| 636117 | 2014 OH174               | 19 marzo 2013     | Pan-STARRS                  |
| 636118 | 2014 OY179               | 6 luglio 2014     | Pan-STARRS                  |
| 636119 | 2014 OX182               | 2 marzo 2008      | Mount Lemmon Survey         |
| 636120 | 2014 OA185               | 9 dicembre 2004   | CSS                         |
| 636121 | 2014 OQ186               | 28 luglio 2005    | NEAT                        |
| 636122 | 2014 OW186               | 24 giugno 2014    | Mount Lemmon Survey         |
| 636123 | 2014 OT191               | 17 settembre 2003 | Spacewatch                  |
| 636124 | 2014 OG192               | 23 settembre 2000 | LONEOS                      |
| 636125 | 2014 OJ193               | 30 agosto 2005    | Spacewatch                  |
| 636126 | 2014 OQ212               | 14 settembre 2002 | NEAT                        |
| 636127 | 2014 OQ217               | 16 novembre 2006  | Spacewatch                  |
| 636128 | 2014 OD235               | 6 ottobre 2008    | Spacewatch                  |
| 636129 | 2014 OH236               | 30 novembre 2000  | SDSS Collaboration          |
| 636130 | 2014 OH239               | 29 luglio 2014    | Pan-STARRS                  |
| 636131 | 2014 OQ250               | 29 luglio 2014    | Pan-STARRS                  |
| 636132 | 2014 OH257               | 25 settembre 2006 | Spacewatch                  |
| 636133 | 2014 OG259               | 11 febbraio 2004  | Spacewatch                  |
| 636134 | 2014 OB260               | 10 luglio 2005    | SSS                         |
| 636135 | 2014 OO261               | 17 dicembre 2007  | Mount Lemmon Survey         |
| 636136 | 2014 OF271               | 29 aprile 2009    | Spacewatch                  |
| 636137 | 2014 OZ271               | 7 settembre 2004  | Spacewatch                  |
| 636138 | 2014 OB275               | 20 gennaio 2012   | Spacewatch                  |
| 636139 | 2014 OY288               | 4 marzo 2005      | CSS                         |
| 636140 | 2014 OK295               | 12 giugno 2004    | SDSS Collaboration          |
| 636141 | 2014 OL296               | 13 aprile 2001    | Spacewatch                  |
| 636142 | 2014 ON299               | 28 gennaio 2007   | Mount Lemmon Survey         |
| 636143 | 2014 OS307               | 12 ottobre 2010   | Mount Lemmon Survey         |
| 636144 | 2014 OT311               | 27 luglio 2014    | Pan-STARRS                  |
| 636145 | 2014 OY316               | 19 ottobre 2006   | Spacewatch                  |
| 636146 | 2014 OT321               | 26 dicembre 2011  | Mount Lemmon Survey         |
| 636147 | 2014 OB329               | 27 giugno 2014    | Pan-STARRS                  |
| 636148 | 2014 OJ329               | 22 novembre 2011  | Mount Lemmon Survey         |
| 636149 | 2014 OT334               | 30 luglio 2014    | Pan-STARRS                  |
| 636150 | 2014 ON336               | 26 novembre 2006  | Spacewatch                  |
| 636151 | 2014 OR337               | 4 giugno 2014     | Pan-STARRS                  |
| 636152 | 2014 OR349               | 22 agosto 2009    | C. Rinner, F. Kugel         |
| 636153 | 2014 OJ353               | 1 ottobre 2010    | Spacewatch                  |
| 636154 | 2014 OB355               | 30 aprile 2009    | Spacewatch                  |
| 636155 | 2014 OU355               | 7 aprile 2013     | Mount Lemmon Survey         |
| 636156 | 2014 OR360               | 9 aprile 2013     | Pan-STARRS                  |
| 636157 | 2014 OG371               | 30 luglio 2014    | Pan-STARRS                  |
| 636158 | 2014 OT373               | 15 maggio 2005    | Mount Lemmon Survey         |
| 636159 | 2014 OA375               | 21 luglio 2004    | SSS                         |
| 636160 | 2014 OC375               | 15 luglio 2005    | Mount Lemmon Survey         |
| 636161 | 2014 OP375               | 4 maggio 2009     | Mount Lemmon Survey         |
| 636162 | 2014 OV375               | 15 marzo 2013     | Mount Lemmon Survey         |
| 636163 | 2014 OH377               | 29 settembre 2010 | Mount Lemmon Survey         |
| 636164 | 2014 OE379               | 10 gennaio 2006   | Mount Lemmon Survey         |
| 636165 | 2014 OA383               | 20 agosto 2001    | Cerro Tololo Obs.           |
| 636166 | 2014 OR383               | 19 settembre 2001 | Spacewatch                  |
| 636167 | 2014 OG386               | 1 ottobre 2010    | Mount Lemmon Survey         |
| 636168 | 2014 OA388               | 3 aprile 2013     | Mount Lemmon Survey         |
| 636169 | 2014 OD389               | 13 marzo 2013     | Mount Lemmon Survey         |
| 636170 | 2014 OE389               | 20 agosto 2003    | AMOS                        |
| 636171 | 2014 OF390               | 14 marzo 2012     | Pan-STARRS                  |
| 636172 | 2014 OA400               | 22 marzo 2012     | Mount Lemmon Survey         |
| 636173 | 2014 OO401               | 2 ottobre 2010    | Spacewatch                  |
| 636174 | 2014 OT402               | 25 luglio 2014    | Pan-STARRS                  |
| 636175 | 2014 OO403               | 29 settembre 2010 | Mount Lemmon Survey         |
| 636176 | 2014 OU403               | 1 marzo 2008      | Spacewatch                  |
| 636177 | 2014 OV403               | 12 settembre 2001 | Spacewatch                  |
| 636178 | 2014 OC410               | 4 luglio 2014     | Pan-STARRS                  |
| 636179 | 2014 OP411               | 14 gennaio 2012   | Spacewatch                  |
| 636180 | 2014 OR411               | 17 ottobre 2010   | Mount Lemmon Survey         |
| 636181 | 2014 OO413               | 1 settembre 2005  | NEAT                        |
| 636182 | 2014 OV414               | 15 maggio 2013    | Pan-STARRS                  |
| 636183 | 2014 OF415               | 31 luglio 2014    | Pan-STARRS                  |
| 636184 | 2014 OB432               | 25 luglio 2014    | Pan-STARRS                  |
| 636185 | 2014 PK                  | 10 ottobre 2010   | Spacewatch                  |
| 636186 | 2014 PA2                 | 12 febbraio 2000  | SDSS Collaboration          |
| 636187 | 2014 PH6                 | 24 giugno 2014    | Spacewatch                  |
| 636188 | 2014 PL7                 | 22 agosto 2006    | L. H. Wasserman             |
| 636189 | 2014 PO16                | 8 ottobre 2004    | Spacewatch                  |
| 636190 | 2014 PQ16                | 27 gennaio 2007   | Spacewatch                  |
| 636191 | 2014 PC24                | 13 marzo 2007     | Mount Lemmon Survey         |
| 636192 | 2014 PC26                | 28 ottobre 2010   | Mount Lemmon Survey         |
| 636193 | 2014 PA29                | 30 aprile 2009    | Spacewatch                  |
| 636194 | 2014 PQ35                | 22 dicembre 2006  | Spacewatch                  |
| 636195 | 2014 PN41                | 27 marzo 2008     | Mount Lemmon Survey         |
| 636196 | 2014 PM42                | 28 luglio 2014    | Pan-STARRS                  |
| 636197 | 2014 PS43                | 15 maggio 2013    | Pan-STARRS                  |
| 636198 | 2014 PU48                | 31 agosto 2005    | NEAT                        |
| 636199 | 2014 PQ54                | 12 novembre 2001  | SDSS Collaboration          |
| 636200 | 2014 PY54                | 19 febbraio 2002  | Spacewatch                  |

## 636201–636300
| Nome   | Designazione provvisoria | Data di scoperta  | Scopritore                          |
| ------ | ------------------------ | ----------------- | ----------------------------------- |
| 636201 | 2014 PP66                | 16 ottobre 2002   | NEAT                                |
| 636202 | 2014 PQ67                | 25 settembre 2006 | Spacewatch                          |
| 636203 | 2014 PL69                | 30 settembre 2005 | Osservatorio di Mauna Kea           |
| 636204 | 2014 PU72                | 15 agosto 2014    | Pan-STARRS                          |
| 636205 | 2014 PE76                | 12 aprile 2013    | Pan-STARRS                          |
| 636206 | 2014 PS77                | 19 gennaio 2012   | Pan-STARRS                          |
| 636207 | 2014 PR79                | 15 marzo 2004     | Spacewatch                          |
| 636208 | 2014 PY79                | 24 febbraio 2008  | Spacewatch                          |
| 636209 | 2014 PC81                | 18 marzo 2009     | Spacewatch                          |
| 636210 | 2014 QP1                 | 15 maggio 2005    | NEAT                                |
| 636211 | 2014 QA12                | 18 settembre 2009 | CSS                                 |
| 636212 | 2014 QB12                | 22 giugno 2014    | Mount Lemmon Survey                 |
| 636213 | 2014 QG23                | 26 maggio 2009    | Spacewatch                          |
| 636214 | 2014 QX24                | 5 luglio 2002     | NEAT                                |
| 636215 | 2014 QK26                | 13 ottobre 2010   | Mount Lemmon Survey                 |
| 636216 | 2014 QV27                | 18 agosto 2014    | Pan-STARRS                          |
| 636217 | 2014 QY29                | 18 agosto 2014    | Pan-STARRS                          |
| 636218 | 2014 QR30                | 27 agosto 2005    | NEAT                                |
| 636219 | 2014 QN31                | 21 settembre 2004 | LINEAR                              |
| 636220 | 2014 QR35                | 7 marzo 2013      | Mount Lemmon Survey                 |
| 636221 | 2014 QJ42                | 31 agosto 2005    | Spacewatch                          |
| 636222 | 2014 QC45                | 16 ottobre 2006   | Spacewatch                          |
| 636223 | 2014 QO46                | 10 agosto 2010    | Spacewatch                          |
| 636224 | 2014 QH50                | 17 marzo 2013     | Mount Lemmon Survey                 |
| 636225 | 2014 QD53                | 28 luglio 2014    | Pan-STARRS                          |
| 636226 | 2014 QL60                | 8 febbraio 2013   | Pan-STARRS                          |
| 636227 | 2014 QC64                | 3 agosto 2014     | Pan-STARRS                          |
| 636228 | 2014 QB69                | 3 aprile 2009     | Mount Lemmon Survey                 |
| 636229 | 2014 QP71                | 17 marzo 2004     | Spacewatch                          |
| 636230 | 2014 QQ78                | 20 agosto 2014    | Pan-STARRS                          |
| 636231 | 2014 QP85                | 28 settembre 2006 | Spacewatch                          |
| 636232 | 2014 QO86                | 6 marzo 2013      | Pan-STARRS                          |
| 636233 | 2014 QO89                | 30 luglio 2014    | Spacewatch                          |
| 636234 | 2014 QT89                | 30 luglio 2014    | Spacewatch                          |
| 636235 | 2014 QZ90                | 3 maggio 2013     | Mount Lemmon Survey                 |
| 636236 | 2014 QQ91                | 8 agosto 2005     | Cerro Tololo Obs.                   |
| 636237 | 2014 QQ99                | 19 novembre 2006  | Spacewatch                          |
| 636238 | 2014 QQ100               | 11 ottobre 2010   | Mount Lemmon Survey                 |
| 636239 | 2014 QU104               | 7 settembre 2010  | Z. Kuli                             |
| 636240 | 2014 QN108               | 29 settembre 2010 | Mount Lemmon Survey                 |
| 636241 | 2014 QZ110               | 6 ottobre 2005    | Mount Lemmon Survey                 |
| 636242 | 2014 QK113               | 28 settembre 2006 | Spacewatch                          |
| 636243 | 2014 QP113               | 10 aprile 2013    | Pan-STARRS                          |
| 636244 | 2014 QV116               | 10 febbraio 2008  | Mount Lemmon Survey                 |
| 636245 | 2014 QD122               | 20 agosto 2014    | Pan-STARRS                          |
| 636246 | 2014 QF125               | 8 novembre 2010   | Mount Lemmon Survey                 |
| 636247 | 2014 QF126               | 29 agosto 2005    | Spacewatch                          |
| 636248 | 2014 QO130               | 19 gennaio 2012   | Pan-STARRS                          |
| 636249 | 2014 QO134               | 1 febbraio 2012   | Mount Lemmon Survey                 |
| 636250 | 2014 QN135               | 30 ottobre 2010   | Mount Lemmon Survey                 |
| 636251 | 2014 QO138               | 20 agosto 2014    | Pan-STARRS                          |
| 636252 | 2014 QR141               | 5 novembre 2010   | CSS                                 |
| 636253 | 2014 QL142               | 31 marzo 2008     | Mount Lemmon Survey                 |
| 636254 | 2014 QG145               | 18 settembre 2010 | Mount Lemmon Survey                 |
| 636255 | 2014 QP147               | 27 agosto 2005    | Spacewatch                          |
| 636256 | 2014 QR151               | 20 agosto 2014    | Pan-STARRS                          |
| 636257 | 2014 QS156               | 24 novembre 2003  | Kitt Peak Obs.                      |
| 636258 | 2014 QC161               | 24 marzo 2003     | Spacewatch                          |
| 636259 | 2014 QO172               | 2 aprile 2013     | Mount Lemmon Survey                 |
| 636260 | 2014 QT174               | 12 febbraio 2012  | Mount Lemmon Survey                 |
| 636261 | 2014 QD176               | 24 agosto 2003    | Cerro Tololo Obs.                   |
| 636262 | 2014 QN178               | 19 gennaio 2012   | Mount Lemmon Survey                 |
| 636263 | 2014 QW179               | 12 settembre 2001 | LINEAR                              |
| 636264 | 2014 QU182               | 11 ottobre 2001   | NEAT                                |
| 636265 | 2014 QJ183               | 18 settembre 2010 | Mount Lemmon Survey                 |
| 636266 | 2014 QD193               | 16 novembre 2006  | Mount Lemmon Survey                 |
| 636267 | 2014 QP194               | 16 aprile 2013    | Pan-STARRS                          |
| 636268 | 2014 QZ196               | 22 aprile 2009    | Spacewatch                          |
| 636269 | 2014 QE198               | 12 ottobre 2010   | Mount Lemmon Survey                 |
| 636270 | 2014 QX198               | 22 agosto 2014    | Pan-STARRS                          |
| 636271 | 2014 QQ199               | 16 marzo 2008     | Spacewatch                          |
| 636272 | 2014 QG204               | 12 marzo 2005     | Spacewatch                          |
| 636273 | 2014 QL210               | 10 gennaio 2008   | Spacewatch                          |
| 636274 | 2014 QE219               | 2 febbraio 2008   | Spacewatch                          |
| 636275 | 2014 QH226               | 20 agosto 2014    | Pan-STARRS                          |
| 636276 | 2014 QJ231               | 20 agosto 2014    | Pan-STARRS                          |
| 636277 | 2014 QT234               | 27 agosto 2005    | NEAT                                |
| 636278 | 2014 QQ237               | 7 aprile 2013     | Mount Lemmon Survey                 |
| 636279 | 2014 QS238               | 10 novembre 2010  | Mount Lemmon Survey                 |
| 636280 | 2014 QV239               | 28 luglio 2014    | Pan-STARRS                          |
| 636281 | 2014 QL255               | 14 dicembre 2004  | Spacewatch                          |
| 636282 | 2014 QM267               | 10 aprile 2013    | Pan-STARRS                          |
| 636283 | 2014 QP270               | 3 febbraio 2012   | Pan-STARRS                          |
| 636284 | 2014 QP280               | 31 dicembre 2011  | Spacewatch                          |
| 636285 | 2014 QU281               | 14 agosto 2010    | Spacewatch                          |
| 636286 | 2014 QP291               | 3 ottobre 2006    | Mount Lemmon Survey                 |
| 636287 | 2014 QU299               | 13 settembre 2005 | Spacewatch                          |
| 636288 | 2014 QQ301               | 3 luglio 2005     | NEAT                                |
| 636289 | 2014 QQ306               | 3 ottobre 2010    | Spacewatch                          |
| 636290 | 2014 QC310               | 31 ottobre 2006   | Spacewatch                          |
| 636291 | 2014 QD313               | 2 febbraio 1995   | Spacewatch                          |
| 636292 | 2014 QV313               | 2 dicembre 2010   | Mount Lemmon Survey                 |
| 636293 | 2014 QQ326               | 18 novembre 1996  | Spacewatch                          |
| 636294 | 2014 QC330               | 19 gennaio 2012   | Pan-STARRS                          |
| 636295 | 2014 QV332               | 19 maggio 2004    | Spacewatch                          |
| 636296 | 2014 QG335               | 13 febbraio 2008  | Spacewatch                          |
| 636297 | 2014 QF337               | 20 agosto 2006    | Spacewatch                          |
| 636298 | 2014 QL338               | 30 agosto 2010    | Osservatorio astronomico di Maiorca |
| 636299 | 2014 QA344               | 18 gennaio 2008   | Spacewatch                          |
| 636300 | 2014 QE344               | 12 ottobre 2010   | Mount Lemmon Survey                 |

## 636301–636400
| Nome   | Designazione provvisoria | Data di scoperta  | Scopritore               |
| ------ | ------------------------ | ----------------- | ------------------------ |
| 636301 | 2014 QZ346               | 15 agosto 2014    | Pan-STARRS               |
| 636302 | 2014 QY349               | 12 marzo 2007     | Mount Lemmon Survey      |
| 636303 | 2014 QE351               | 28 febbraio 2008  | Spacewatch               |
| 636304 | 2014 QH351               | 18 settembre 2001 | SDSS Collaboration       |
| 636305 | 2014 QF354               | 27 agosto 2014    | Pan-STARRS               |
| 636306 | 2014 QX358               | 26 agosto 2003    | Cerro Tololo Obs.        |
| 636307 | 2014 QV360               | 27 agosto 2014    | Pan-STARRS               |
| 636308 | 2014 QE369               | 13 marzo 2013     | Mount Lemmon Survey      |
| 636309 | 2014 QD372               | 27 agosto 2014    | Pan-STARRS               |
| 636310 | 2014 QG381               | 27 gennaio 2012   | Mount Lemmon Survey      |
| 636311 | 2014 QX393               | 28 ottobre 2010   | Mount Lemmon Survey      |
| 636312 | 2014 QK401               | 28 agosto 2014    | Pan-STARRS               |
| 636313 | 2014 QW404               | 23 luglio 2009    | SSS                      |
| 636314 | 2014 QF405               | 28 agosto 2014    | Pan-STARRS               |
| 636315 | 2014 QW412               | 2 gennaio 2012    | Spacewatch               |
| 636316 | 2014 QV416               | 17 settembre 2001 | Spacewatch               |
| 636317 | 2014 QN418               | 14 novembre 2010  | Spacewatch               |
| 636318 | 2014 QM419               | 30 agosto 2014    | Mount Lemmon Survey      |
| 636319 | 2014 QO429               | 12 settembre 2005 | Spacewatch               |
| 636320 | 2014 QE432               | 17 marzo 2012     | Mount Lemmon Survey      |
| 636321 | 2014 QR435               | 30 settembre 2005 | LONEOS                   |
| 636322 | 2014 QW440               | 27 ottobre 2009   | Mount Lemmon Survey      |
| 636323 | 2014 QC448               | 31 luglio 2014    | Pan-STARRS               |
| 636324 | 2014 QS448               | 7 gennaio 2006    | Mount Lemmon Survey      |
| 636325 | 2014 QT448               | 19 gennaio 2012   | Pan-STARRS               |
| 636326 | 2014 QU448               | 31 agosto 2014    | Pan-STARRS               |
| 636327 | 2014 QW453               | 23 agosto 2014    | Pan-STARRS               |
| 636328 | 2014 QN455               | 21 febbraio 2007  | Mount Lemmon Survey      |
| 636329 | 2014 QV455               | 30 aprile 2013    | Mount Lemmon Survey      |
| 636330 | 2014 QC456               | 11 aprile 2013    | ESA OGS                  |
| 636331 | 2014 QS458               | 19 agosto 2014    | Pan-STARRS               |
| 636332 | 2014 QT458               | 19 agosto 2014    | Pan-STARRS               |
| 636333 | 2014 QY458               | 19 agosto 2014    | Pan-STARRS               |
| 636334 | 2014 QC461               | 19 gennaio 2012   | Pan-STARRS               |
| 636335 | 2014 QA466               | 25 agosto 2014    | Pan-STARRS               |
| 636336 | 2014 QQ468               | 1 marzo 2008      | Spacewatch               |
| 636337 | 2014 QW469               | 28 agosto 2014    | Pan-STARRS               |
| 636338 | 2014 QJ472               | 31 agosto 2014    | Spacewatch               |
| 636339 | 2014 QN477               | 18 aprile 2009    | Mount Lemmon Survey      |
| 636340 | 2014 QW477               | 26 gennaio 2003   | Spacewatch               |
| 636341 | 2014 QC481               | 19 gennaio 2012   | Mount Lemmon Survey      |
| 636342 | 2014 QV481               | 28 marzo 2008     | Mount Lemmon Survey      |
| 636343 | 2014 QH485               | 21 agosto 2001    | Spacewatch               |
| 636344 | 2014 QV485               | 30 gennaio 2006   | Spacewatch               |
| 636345 | 2014 QZ485               | 1 aprile 2008     | Mount Lemmon Survey      |
| 636346 | 2014 QF486               | 2 febbraio 2006   | Spacewatch               |
| 636347 | 2014 QL490               | 20 luglio 2007    | Osservatorio Lulin       |
| 636348 | 2014 QF492               | 24 agosto 2005    | NEAT                     |
| 636349 | 2014 QH493               | 28 marzo 2009     | CSS                      |
| 636350 | 2014 QR493               | 12 settembre 2005 | Spacewatch               |
| 636351 | 2014 QF519               | 22 agosto 2014    | Pan-STARRS               |
| 636352 | 2014 QL528               | 25 agosto 2014    | Pan-STARRS               |
| 636353 | 2014 QN547               | 29 dicembre 2011  | Mount Lemmon Survey      |
| 636354 | 2014 QA548               | 27 agosto 2014    | Pan-STARRS               |
| 636355 | 2014 QO554               | 22 agosto 2014    | Pan-STARRS               |
| 636356 | 2014 QM556               | 20 agosto 2014    | Pan-STARRS               |
| 636357 | 2014 QG568               | 18 agosto 2014    | Pan-STARRS               |
| 636358 | 2014 QD578               | 31 luglio 2000    | M. W. Buie, S. D. Kern   |
| 636359 | 2014 RO1                 | 20 marzo 2012     | Pan-STARRS               |
| 636360 | 2014 RQ2                 | 7 luglio 2014     | Pan-STARRS               |
| 636361 | 2014 RA6                 | 1 ottobre 2005    | CSS                      |
| 636362 | 2014 RV7                 | 22 ottobre 2006   | Mount Lemmon Survey      |
| 636363 | 2014 RE10                | 21 dicembre 2006  | L. H. Wasserman          |
| 636364 | 2014 RV10                | 28 agosto 2003    | NEAT                     |
| 636365 | 2014 RX14                | 13 maggio 2004    | Spacewatch               |
| 636366 | 2014 RL20                | 18 settembre 2009 | Spacewatch               |
| 636367 | 2014 RT21                | 23 ottobre 2003   | SDSS Collaboration       |
| 636368 | 2014 RD25                | 6 marzo 2013      | Pan-STARRS               |
| 636369 | 2014 RK28                | 17 ottobre 2010   | Mount Lemmon Survey      |
| 636370 | 2014 RM28                | 16 novembre 1995  | Spacewatch               |
| 636371 | 2014 RF32                | 19 gennaio 2012   | Pan-STARRS               |
| 636372 | 2014 RC36                | 17 ottobre 2010   | Mount Lemmon Survey      |
| 636373 | 2014 RO38                | 31 agosto 2005    | Spacewatch               |
| 636374 | 2014 RX38                | 25 novembre 2005  | Spacewatch               |
| 636375 | 2014 RV39                | 12 novembre 2010  | Mount Lemmon Survey      |
| 636376 | 2014 RK51                | 14 settembre 2002 | NEAT                     |
| 636377 | 2014 RM56                | 4 ottobre 2005    | Mount Lemmon Survey      |
| 636378 | 2014 RW57                | 15 settembre 2014 | Mount Lemmon Survey      |
| 636379 | 2014 RM58                | 15 settembre 2014 | Mount Lemmon Survey      |
| 636380 | 2014 RP59                | 8 febbraio 2008   | Mount Lemmon Survey      |
| 636381 | 2014 RY62                | 7 gennaio 2006    | Spacewatch               |
| 636382 | 2014 RY64                | 16 febbraio 2007  | W. K. Y. Yeung           |
| 636383 | 2014 RD65                | 17 aprile 2013    | Pan-STARRS               |
| 636384 | 2014 RO65                | 30 gennaio 2011   | Pan-STARRS               |
| 636385 | 2014 RN67                | 15 giugno 2009    | Mount Lemmon Survey      |
| 636386 | 2014 RO67                | 2 settembre 2014  | Pan-STARRS               |
| 636387 | 2014 RR78                | 4 settembre 2014  | Pan-STARRS               |
| 636388 | 2014 SS                  | 6 settembre 2008  | SSS                      |
| 636389 | 2014 SK6                 | 28 febbraio 2008  | Spacewatch               |
| 636390 | 2014 SR8                 | 15 ottobre 2004   | Mount Lemmon Survey      |
| 636391 | 2014 SB9                 | 13 marzo 2008     | Spacewatch               |
| 636392 | 2014 SB10                | 13 marzo 2008     | Mount Lemmon Survey      |
| 636393 | 2014 SC18                | 26 aprile 2008    | Mount Lemmon Survey      |
| 636394 | 2014 SS19                | 28 novembre 2010  | Mount Lemmon Survey      |
| 636395 | 2014 SU19                | 18 giugno 2005    | Mount Lemmon Survey      |
| 636396 | 2014 SY19                | 27 agosto 2009    | Spacewatch               |
| 636397 | 2014 ST21                | 26 settembre 2005 | Spacewatch               |
| 636398 | 2014 SR22                | 29 settembre 2005 | Mount Lemmon Survey      |
| 636399 | 2014 SV35                | 8 aprile 2002     | M. W. Buie, A. B. Jordan |
| 636400 | 2014 SF38                | 17 settembre 2014 | Pan-STARRS               |

## 636401–636500
| Nome   | Designazione provvisoria | Data di scoperta  | Scopritore                 |
| ------ | ------------------------ | ----------------- | -------------------------- |
| 636401 | 2014 ST46                | 18 settembre 2003 | NEAT                       |
| 636402 | 2014 SZ46                | 31 ottobre 2010   | Mount Lemmon Survey        |
| 636403 | 2014 SC49                | 15 aprile 2013    | Pan-STARRS                 |
| 636404 | 2014 SE50                | 22 agosto 2014    | Pan-STARRS                 |
| 636405 | 2014 SM53                | 1 ottobre 2010    | Mount Lemmon Survey        |
| 636406 | 2014 SS54                | 14 maggio 2004    | Spacewatch                 |
| 636407 | 2014 SL57                | 7 luglio 2014     | Pan-STARRS                 |
| 636408 | 2014 SM57                | 8 novembre 2010   | Spacewatch                 |
| 636409 | 2014 SR60                | 3 febbraio 2012   | Mount Lemmon Survey        |
| 636410 | 2014 SR63                | 17 ottobre 2010   | Mount Lemmon Survey        |
| 636411 | 2014 SZ63                | 30 settembre 2010 | Mount Lemmon Survey        |
| 636412 | 2014 SE65                | 20 agosto 2001    | Cerro Tololo Obs.          |
| 636413 | 2014 SC68                | 30 luglio 2014    | Pan-STARRS                 |
| 636414 | 2014 ST68                | 4 agosto 2014     | Pan-STARRS                 |
| 636415 | 2014 SB69                | 28 febbraio 2008  | Spacewatch                 |
| 636416 | 2014 SC71                | 20 febbraio 2012  | Pan-STARRS                 |
| 636417 | 2014 SU76                | 5 settembre 2010  | Mount Lemmon Survey        |
| 636418 | 2014 SQ80                | 28 ottobre 2010   | Mount Lemmon Survey        |
| 636419 | 2014 SC81                | 19 ottobre 2010   | Mount Lemmon Survey        |
| 636420 | 2014 SK81                | 30 luglio 2005    | NEAT                       |
| 636421 | 2014 SU81                | 7 luglio 2005     | Osservatorio di Mauna Kea  |
| 636422 | 2014 SZ82                | 9 agosto 2005     | Cerro Tololo Obs.          |
| 636423 | 2014 SL84                | 27 settembre 2005 | Spacewatch                 |
| 636424 | 2014 SL85                | 13 giugno 2005    | Mount Lemmon Survey        |
| 636425 | 2014 SZ86                | 12 giugno 2013    | Pan-STARRS                 |
| 636426 | 2014 SX91                | 18 settembre 2014 | Pan-STARRS                 |
| 636427 | 2014 SE92                | 31 marzo 2008     | Mount Lemmon Survey        |
| 636428 | 2014 SJ92                | 12 aprile 2002    | Spacewatch                 |
| 636429 | 2014 SN95                | 13 novembre 2010  | Mount Lemmon Survey        |
| 636430 | 2014 SZ95                | 29 agosto 2014    | Spacewatch                 |
| 636431 | 2014 SH97                | 10 marzo 2008     | Spacewatch                 |
| 636432 | 2014 SN97                | 31 agosto 2005    | Spacewatch                 |
| 636433 | 2014 SS97                | 18 settembre 2014 | Pan-STARRS                 |
| 636434 | 2014 ST98                | 30 gennaio 2006   | Spacewatch                 |
| 636435 | 2014 SM100               | 18 gennaio 2008   | Spacewatch                 |
| 636436 | 2014 SU100               | 18 settembre 2014 | Pan-STARRS                 |
| 636437 | 2014 SG102               | 27 settembre 2003 | Spacewatch                 |
| 636438 | 2014 SL105               | 6 dicembre 2005   | Spacewatch                 |
| 636439 | 2014 SM111               | 28 agosto 2000    | R. Millis, L. H. Wasserman |
| 636440 | 2014 SM113               | 25 febbraio 2012  | Mount Lemmon Survey        |
| 636441 | 2014 SM115               | 13 gennaio 2005   | Spacewatch                 |
| 636442 | 2014 SD117               | 18 settembre 2014 | Pan-STARRS                 |
| 636443 | 2014 SR119               | 1 ottobre 2005    | Mount Lemmon Survey        |
| 636444 | 2014 SX120               | 6 marzo 2002      | NEAT                       |
| 636445 | 2014 SG124               | 12 agosto 2004    | Cerro Tololo Obs.          |
| 636446 | 2014 ST132               | 1 ottobre 2005    | Mount Lemmon Survey        |
| 636447 | 2014 SN133               | 26 febbraio 2012  | Mount Lemmon Survey        |
| 636448 | 2014 SG140               | 10 novembre 2004  | Spacewatch                 |
| 636449 | 2014 SG146               | 4 giugno 2013     | Mount Lemmon Survey        |
| 636450 | 2014 SB148               | 18 settembre 2003 | NEAT                       |
| 636451 | 2014 SU149               | 21 dicembre 2006  | Mount Lemmon Survey        |
| 636452 | 2014 SN150               | 22 gennaio 2012   | Pan-STARRS                 |
| 636453 | 2014 SF153               | 12 febbraio 2002  | Spacewatch                 |
| 636454 | 2014 SF154               | 1 novembre 2005   | Mount Lemmon Survey        |
| 636455 | 2014 SM155               | 24 settembre 2009 | Mount Lemmon Survey        |
| 636456 | 2014 SX156               | 12 novembre 2010  | Mount Lemmon Survey        |
| 636457 | 2014 SM159               | 19 settembre 2014 | Pan-STARRS                 |
| 636458 | 2014 SZ161               | 13 novembre 2010  | ESA OGS                    |
| 636459 | 2014 SF162               | 11 settembre 2010 | Mount Lemmon Survey        |
| 636460 | 2014 SP163               | 15 dicembre 2004  | Spacewatch                 |
| 636461 | 2014 SY165               | 10 novembre 2009  | Mount Lemmon Survey        |
| 636462 | 2014 SY171               | 27 agosto 2014    | Pan-STARRS                 |
| 636463 | 2014 SR176               | 6 novembre 2010   | Spacewatch                 |
| 636464 | 2014 SH179               | 16 settembre 2009 | Spacewatch                 |
| 636465 | 2014 SE180               | 1 settembre 2005  | Spacewatch                 |
| 636466 | 2014 SH182               | 5 settembre 2000  | Spacewatch                 |
| 636467 | 2014 SH184               | 5 settembre 2010  | Mount Lemmon Survey        |
| 636468 | 2014 ST187               | 20 novembre 2003  | SDSS Collaboration         |
| 636469 | 2014 SJ193               | 3 maggio 2008     | Mount Lemmon Survey        |
| 636470 | 2014 SY195               | 1 aprile 2008     | Mount Lemmon Survey        |
| 636471 | 2014 SF198               | 16 febbraio 2012  | Pan-STARRS                 |
| 636472 | 2014 SB206               | 27 gennaio 2011   | Mount Lemmon Survey        |
| 636473 | 2014 SU212               | 25 settembre 2003 | NEAT                       |
| 636474 | 2014 SK221               | 6 agosto 2005     | NEAT                       |
| 636475 | 2014 SE228               | 25 novembre 2005  | Spacewatch                 |
| 636476 | 2014 SZ228               | 19 dicembre 2004  | Mount Lemmon Survey        |
| 636477 | 2014 SK232               | 19 settembre 2014 | Pan-STARRS                 |
| 636478 | 2014 ST236               | 19 gennaio 2012   | Pan-STARRS                 |
| 636479 | 2014 SD237               | 20 settembre 2014 | Pan-STARRS                 |
| 636480 | 2014 SR239               | 16 settembre 2006 | CSS                        |
| 636481 | 2014 SB244               | 31 luglio 2014    | Pan-STARRS                 |
| 636482 | 2014 SJ250               | 29 maggio 2013    | Mount Lemmon Survey        |
| 636483 | 2014 SO257               | 7 settembre 2004  | Spacewatch                 |
| 636484 | 2014 SE266               | 7 novembre 2010   | Mount Lemmon Survey        |
| 636485 | 2014 ST271               | 27 gennaio 2012   | Mount Lemmon Survey        |
| 636486 | 2014 SL274               | 13 marzo 2008     | Spacewatch                 |
| 636487 | 2014 SO279               | 22 settembre 2014 | Spacewatch                 |
| 636488 | 2014 SG288               | 22 ottobre 2005   | Spacewatch                 |
| 636489 | 2014 SH289               | 14 settembre 2014 | Mount Lemmon Survey        |
| 636490 | 2014 SJ293               | 4 novembre 2004   | Spacewatch                 |
| 636491 | 2014 SG295               | 28 maggio 2014    | Pan-STARRS                 |
| 636492 | 2014 SV299               | 27 ottobre 2003   | Spacewatch                 |
| 636493 | 2014 SO304               | 20 marzo 2002     | Kitt Peak Obs.             |
| 636494 | 2014 SU307               | 5 marzo 2006      | Spacewatch                 |
| 636495 | 2014 SE308               | 20 settembre 2009 | Spacewatch                 |
| 636496 | 2014 SF308               | 22 ottobre 2005   | Spacewatch                 |
| 636497 | 2014 SV310               | 30 agosto 2014    | Pan-STARRS                 |
| 636498 | 2014 SA312               | 21 settembre 2009 | Mount Lemmon Survey        |
| 636499 | 2014 SY315               | 26 settembre 2014 | Spacewatch                 |
| 636500 | 2014 SW321               | 6 settembre 2014  | Mount Lemmon Survey        |

## 636501–636600
| Nome   | Designazione provvisoria | Data di scoperta  | Scopritore                              |
| ------ | ------------------------ | ----------------- | --------------------------------------- |
| 636501 | 2014 SZ324               | 8 maggio 2013     | Pan-STARRS                              |
| 636502 | 2014 SK325               | 30 gennaio 2006   | Spacewatch                              |
| 636503 | 2014 SK326               | 26 settembre 2008 | J. Lacruz                               |
| 636504 | 2014 SV326               | 12 giugno 2013    | Pan-STARRS                              |
| 636505 | 2014 SC331               | 1 ottobre 1995    | Spacewatch                              |
| 636506 | 2014 SE331               | 5 aprile 2011     | Mount Lemmon Survey                     |
| 636507 | 2014 SG331               | 29 settembre 2014 | Pan-STARRS                              |
| 636508 | 2014 SH334               | 13 aprile 2008    | Mount Lemmon Survey                     |
| 636509 | 2014 SL336               | 24 settembre 2009 | Mount Lemmon Survey                     |
| 636510 | 2014 SP341               | 19 settembre 2014 | Pan-STARRS                              |
| 636511 | 2014 SF342               | 28 febbraio 2008  | Spacewatch                              |
| 636512 | 2014 SV343               | 12 marzo 2007     | Spacewatch                              |
| 636513 | 2014 SH344               | 15 novembre 1998  | Spacewatch                              |
| 636514 | 2014 SW346               | 24 settembre 2005 | Spacewatch                              |
| 636515 | 2014 SC353               | 27 settembre 2003 | Spacewatch                              |
| 636516 | 2014 SR353               | 25 settembre 2014 | Spacewatch                              |
| 636517 | 2014 ST354               | 8 marzo 2008      | Mount Lemmon Survey                     |
| 636518 | 2014 SL355               | 16 aprile 2013    | F. Hormuth                              |
| 636519 | 2014 SG356               | 26 maggio 2007    | Mount Lemmon Survey                     |
| 636520 | 2014 SH356               | 21 settembre 2003 | Spacewatch                              |
| 636521 | 2014 SZ357               | 14 settembre 2014 | Mount Lemmon Survey                     |
| 636522 | 2014 SW358               | 1 ottobre 2005    | Mount Lemmon Survey                     |
| 636523 | 2014 SS361               | 23 settembre 2014 | ESA OGS                                 |
| 636524 | 2014 SX379               | 23 settembre 2014 | Pan-STARRS                              |
| 636525 | 2014 SZ379               | 19 settembre 2014 | Pan-STARRS                              |
| 636526 | 2014 SJ380               | 18 settembre 2014 | Pan-STARRS                              |
| 636527 | 2014 SR384               | 2 ottobre 2013    | Pan-STARRS                              |
| 636528 | 2014 SN395               | 19 settembre 2014 | Pan-STARRS                              |
| 636529 | 2014 SY408               | 20 settembre 2014 | Pan-STARRS                              |
| 636530 | 2014 SL416               | 12 maggio 2013    | Mount Lemmon Survey                     |
| 636531 | 2014 TL2                 | 5 ottobre 2003    | Spacewatch                              |
| 636532 | 2014 TH11                | 12 settembre 2002 | NEAT                                    |
| 636533 | 2014 TS12                | 19 settembre 2009 | Spacewatch                              |
| 636534 | 2014 TV14                | 8 febbraio 2011   | C. Rinner, F. Kugel                     |
| 636535 | 2014 TV15                | 11 novembre 2004  | Spacewatch                              |
| 636536 | 2014 TV21                | 27 dicembre 2006  | Mount Lemmon Survey                     |
| 636537 | 2014 TO29                | 16 dicembre 2004  | Spacewatch                              |
| 636538 | 2014 TZ31                | 14 aprile 2008    | Spacewatch                              |
| 636539 | 2014 TD32                | 3 dicembre 2010   | Mount Lemmon Survey                     |
| 636540 | 2014 TL32                | 13 marzo 2012     | Mount Lemmon Survey                     |
| 636541 | 2014 TG36                | 23 settembre 2014 | Mount Lemmon Survey                     |
| 636542 | 2014 TC39                | 25 ottobre 2003   | LINEAR                                  |
| 636543 | 2014 TA43                | 30 marzo 2008     | Spacewatch                              |
| 636544 | 2014 TP44                | 19 settembre 2009 | Mount Lemmon Survey                     |
| 636545 | 2014 TH45                | 30 settembre 2003 | Spacewatch                              |
| 636546 | 2014 TA46                | 27 settembre 2009 | Mount Lemmon Survey                     |
| 636547 | 2014 TY49                | 19 settembre 2014 | Pan-STARRS                              |
| 636548 | 2014 TU63                | 28 gennaio 2011   | Mount Lemmon Survey                     |
| 636549 | 2014 TY63                | 8 marzo 2008      | Spacewatch                              |
| 636550 | 2014 TV66                | 18 settembre 2009 | Spacewatch                              |
| 636551 | 2014 TC76                | 14 ottobre 2014   | Mount Lemmon Survey                     |
| 636552 | 2014 TL79                | 31 gennaio 2008   | Mount Lemmon Survey                     |
| 636553 | 2014 TS79                | 26 dicembre 2006  | Spacewatch                              |
| 636554 | 2014 TN80                | 20 dicembre 2004  | Mount Lemmon Survey                     |
| 636555 | 2014 TN81                | 10 novembre 2009  | Mount Lemmon Survey                     |
| 636556 | 2014 TR87                | 16 agosto 2009    | Osservatorio astronomico di Maiorca     |
| 636557 | 2014 TT87                | 30 settembre 2003 | Spacewatch                              |
| 636558 | 2014 TB88                | 7 febbraio 2006   | Spacewatch                              |
| 636559 | 2014 TM90                | 13 gennaio 2002   | Spacewatch                              |
| 636560 | 2014 TO91                | 27 agosto 2009    | CSS                                     |
| 636561 | 2014 TR92                | 30 settembre 2003 | Spacewatch                              |
| 636562 | 2014 TS92                | 2 ottobre 2014    | Pan-STARRS                              |
| 636563 | 2014 TD94                | 5 febbraio 2011   | Pan-STARRS                              |
| 636564 | 2014 TB103               | 1 ottobre 2014    | Pan-STARRS                              |
| 636565 | 2014 UC1                 | 8 agosto 2008     | Osservatorio astronomico di Maiorca     |
| 636566 | 2014 UB3                 | 3 ottobre 2014    | Mount Lemmon Survey                     |
| 636567 | 2014 UE5                 | 21 maggio 2006    | Mount Lemmon Survey                     |
| 636568 | 2014 UR12                | 26 febbraio 2012  | Osservatorio del Roque de los Muchachos |
| 636569 | 2014 UT12                | 8 luglio 2003     | NEAT                                    |
| 636570 | 2014 UY18                | 4 ottobre 2008    | Osservatorio astronomico di Maiorca     |
| 636571 | 2014 UV20                | 19 novembre 2003  | NEAT                                    |
| 636572 | 2014 UJ21                | 20 luglio 2004    | SSS                                     |
| 636573 | 2014 UB22                | 20 settembre 2003 | Spacewatch                              |
| 636574 | 2014 UF39                | 1 febbraio 2006   | Spacewatch                              |
| 636575 | 2014 UP41                | 27 febbraio 2006  | Spacewatch                              |
| 636576 | 2014 UW44                | 24 maggio 2007    | Mount Lemmon Survey                     |
| 636577 | 2014 UB45                | 21 settembre 2003 | NEAT                                    |
| 636578 | 2014 UT45                | 1 ottobre 2003    | Spacewatch                              |
| 636579 | 2014 UM61                | 13 marzo 2012     | Spacewatch                              |
| 636580 | 2014 UJ63                | 1 aprile 2012     | Mount Lemmon Survey                     |
| 636581 | 2014 UQ63                | 23 novembre 2009  | Mount Lemmon Survey                     |
| 636582 | 2014 UA64                | 27 marzo 2003     | LONEOS                                  |
| 636583 | 2014 UJ65                | 22 febbraio 2007  | Spacewatch                              |
| 636584 | 2014 UP66                | 19 novembre 2001  | LINEAR                                  |
| 636585 | 2014 UG70                | 20 aprile 2012    | Mount Lemmon Survey                     |
| 636586 | 2014 UX71                | 23 settembre 2008 | Mount Lemmon Survey                     |
| 636587 | 2014 UF72                | 9 settembre 2008  | Mount Lemmon Survey                     |
| 636588 | 2014 UV72                | 25 settembre 2009 | Spacewatch                              |
| 636589 | 2014 UN73                | 1 marzo 2012      | Mount Lemmon Survey                     |
| 636590 | 2014 UW73                | 24 settembre 2014 | Spacewatch                              |
| 636591 | 2014 UU74                | 28 marzo 2012     | Mount Lemmon Survey                     |
| 636592 | 2014 UV74                | 15 marzo 2012     | Mount Lemmon Survey                     |
| 636593 | 2014 US77                | 21 ottobre 2014   | Mount Lemmon Survey                     |
| 636594 | 2014 UD79                | 25 ottobre 2005   | Mount Lemmon Survey                     |
| 636595 | 2014 UB85                | 9 febbraio 2003   | NEAT                                    |
| 636596 | 2014 UM88                | 23 marzo 2002     | LINEAR                                  |
| 636597 | 2014 UO89                | 19 ottobre 2003   | Spacewatch                              |
| 636598 | 2014 UG97                | 9 febbraio 2007   | Spacewatch                              |
| 636599 | 2014 UW104               | 22 aprile 2004    | Spacewatch                              |
| 636600 | 2014 UF113               | 22 settembre 1995 | Spacewatch                              |

## 636601–636700
| Nome   | Designazione provvisoria | Data di scoperta  | Scopritore                          |
| ------ | ------------------------ | ----------------- | ----------------------------------- |
| 636601 | 2014 US119               | 7 ottobre 2004    | Spacewatch                          |
| 636602 | 2014 UG128               | 20 luglio 2002    | NEAT                                |
| 636603 | 2014 UX129               | 25 febbraio 2007  | Mount Lemmon Survey                 |
| 636604 | 2014 UU133               | 27 agosto 2009    | Spacewatch                          |
| 636605 | 2014 UM139               | 25 ottobre 2014   | Spacewatch                          |
| 636606 | 2014 UZ140               | 25 novembre 2005  | Mount Lemmon Survey                 |
| 636607 | 2014 UP141               | 29 marzo 2012     | Spacewatch                          |
| 636608 | 2014 UR141               | 20 febbraio 2002  | Spacewatch                          |
| 636609 | 2014 UK150               | 25 ottobre 2014   | Mount Lemmon Survey                 |
| 636610 | 2014 UV151               | 9 marzo 2000      | Spacewatch                          |
| 636611 | 2014 UZ152               | 29 dicembre 2005  | Mount Lemmon Survey                 |
| 636612 | 2014 UN153               | 16 settembre 2003 | Spacewatch                          |
| 636613 | 2014 UY153               | 2 maggio 2008     | Spacewatch                          |
| 636614 | 2014 UL154               | 18 settembre 2003 | Spacewatch                          |
| 636615 | 2014 UK155               | 2 novembre 2010   | Spacewatch                          |
| 636616 | 2014 UB158               | 23 marzo 2001     | LONEOS                              |
| 636617 | 2014 UY161               | 1 aprile 2008     | Spacewatch                          |
| 636618 | 2014 UA162               | 25 gennaio 2006   | Spacewatch                          |
| 636619 | 2014 UZ163               | 21 ottobre 2014   | Spacewatch                          |
| 636620 | 2014 UQ165               | 26 ottobre 2014   | Mount Lemmon Survey                 |
| 636621 | 2014 UO169               | 9 giugno 2012     | Mount Lemmon Survey                 |
| 636622 | 2014 UO172               | 28 febbraio 2006  | Mount Lemmon Survey                 |
| 636623 | 2014 UH180               | 26 marzo 2007     | Spacewatch                          |
| 636624 | 2014 UK186               | 16 luglio 2013    | Pan-STARRS                          |
| 636625 | 2014 UM190               | 9 aprile 2005     | Mount Lemmon Survey                 |
| 636626 | 2014 UA198               | 28 settembre 2003 | Spacewatch                          |
| 636627 | 2014 UA201               | 11 settembre 2010 | Spacewatch                          |
| 636628 | 2014 UG202               | 29 ottobre 2005   | Mount Lemmon Survey                 |
| 636629 | 2014 UN202               | 28 agosto 2009    | Osservatorio astronomico di Maiorca |
| 636630 | 2014 UA208               | 24 marzo 2012     | CSS                                 |
| 636631 | 2014 UL208               | 29 settembre 2001 | NEAT                                |
| 636632 | 2014 UB212               | 20 aprile 2012    | Mount Lemmon Survey                 |
| 636633 | 2014 UU212               | 13 marzo 2008     | Spacewatch                          |
| 636634 | 2014 UF214               | 8 febbraio 2011   | Mount Lemmon Survey                 |
| 636635 | 2014 UW214               | 26 aprile 2007    | Mount Lemmon Survey                 |
| 636636 | 2014 UT220               | 5 dicembre 2010   | Mount Lemmon Survey                 |
| 636637 | 2014 UN222               | 16 marzo 2012     | Pan-STARRS                          |
| 636638 | 2014 UQ225               | 24 aprile 2009    | Alianza S4 Obs.                     |
| 636639 | 2014 UD230               | 25 settembre 2009 | Spacewatch                          |
| 636640 | 2014 UN230               | 25 ottobre 2014   | Pan-STARRS                          |
| 636641 | 2014 UR230               | 18 ottobre 2014   | Mount Lemmon Survey                 |
| 636642 | 2014 US231               | 28 settembre 2009 | Mount Lemmon Survey                 |
| 636643 | 2014 UT231               | 16 ottobre 2009   | Mount Lemmon Survey                 |
| 636644 | 2014 UX232               | 13 ottobre 2014   | Mount Lemmon Survey                 |
| 636645 | 2014 UJ233               | 7 febbraio 2011   | Mount Lemmon Survey                 |
| 636646 | 2014 UA237               | 18 novembre 2009  | Spacewatch                          |
| 636647 | 2014 UD255               | 21 ottobre 2014   | Mount Lemmon Survey                 |
| 636648 | 2014 UU257               | 2 ottobre 2014    | Spacewatch                          |
| 636649 | 2014 VQ3                 | 21 luglio 2002    | NEAT                                |
| 636650 | 2014 VK13                | 16 ottobre 1977   | T. Gehrels                          |
| 636651 | 2014 VK16                | 14 novembre 2014  | Spacewatch                          |
| 636652 | 2014 VJ19                | 27 agosto 2009    | Spacewatch                          |
| 636653 | 2014 VB26                | 17 settembre 2012 | M. Schwartz, P. R. Holvorcem        |
| 636654 | 2014 VR29                | 18 settembre 2009 | Spacewatch                          |
| 636655 | 2014 VR30                | 7 aprile 2007     | Mount Lemmon Survey                 |
| 636656 | 2014 VK35                | 8 ottobre 2004    | Spacewatch                          |
| 636657 | 2014 VL36                | 4 aprile 2007     | NEAT                                |
| 636658 | 2014 WB                  | 9 febbraio 2005   | A. Boattini                         |
| 636659 | 2014 WV                  | 16 novembre 2014  | Mount Lemmon Survey                 |
| 636660 | 2014 WH2                 | 22 ottobre 2014   | Mount Lemmon Survey                 |
| 636661 | 2014 WJ9                 | 12 settembre 2009 | Spacewatch                          |
| 636662 | 2014 WZ10                | 24 ottobre 2014   | Spacewatch                          |
| 636663 | 2014 WV12                | 10 marzo 2007     | Mount Lemmon Survey                 |
| 636664 | 2014 WK15                | 15 marzo 2012     | Mount Lemmon Survey                 |
| 636665 | 2014 WD17                | 24 ottobre 2009   | Spacewatch                          |
| 636666 | 2014 WX19                | 30 ottobre 2005   | Spacewatch                          |
| 636667 | 2014 WM24                | 8 aprile 2008     | Spacewatch                          |
| 636668 | 2014 WQ24                | 22 dicembre 2008  | Mount Lemmon Survey                 |
| 636669 | 2014 WR26                | 26 settembre 2009 | Spacewatch                          |
| 636670 | 2014 WZ27                | 9 gennaio 2002    | LINEAR                              |
| 636671 | 2014 WG28                | 28 agosto 2006    | Spacewatch                          |
| 636672 | 2014 WO30                | 1 luglio 2013     | Pan-STARRS                          |
| 636673 | 2014 WY35                | 27 gennaio 2006   | Spacewatch                          |
| 636674 | 2014 WS44                | 20 marzo 2001     | Spacewatch                          |
| 636675 | 2014 WY48                | 27 aprile 2006    | Cerro Tololo Obs.                   |
| 636676 | 2014 WZ48                | 21 agosto 2008    | Spacewatch                          |
| 636677 | 2014 WM49                | 1 febbraio 2003   | Spacewatch                          |
| 636678 | 2014 WJ58                | 17 novembre 2014  | Mount Lemmon Survey                 |
| 636679 | 2014 WQ58                | 21 gennaio 2006   | Spacewatch                          |
| 636680 | 2014 WE59                | 27 ottobre 2009   | Mount Lemmon Survey                 |
| 636681 | 2014 WL63                | 22 aprile 2007    | Mount Lemmon Survey                 |
| 636682 | 2014 WA69                | 26 ottobre 2005   | Spacewatch                          |
| 636683 | 2014 WU76                | 29 settembre 2003 | Spacewatch                          |
| 636684 | 2014 WG80                | 31 marzo 2008     | Spacewatch                          |
| 636685 | 2014 WL81                | 13 marzo 2011     | Mount Lemmon Survey                 |
| 636686 | 2014 WW88                | 17 novembre 2014  | Mount Lemmon Survey                 |
| 636687 | 2014 WB102               | 17 novembre 2014  | Mount Lemmon Survey                 |
| 636688 | 2014 WJ103               | 20 aprile 2012    | Mount Lemmon Survey                 |
| 636689 | 2014 WN106               | 21 aprile 2006    | Spacewatch                          |
| 636690 | 2014 WV108               | 7 febbraio 2011   | Mount Lemmon Survey                 |
| 636691 | 2014 WL111               | 25 ottobre 2014   | Pan-STARRS                          |
| 636692 | 2014 WJ112               | 18 novembre 2014  | Pan-STARRS                          |
| 636693 | 2014 WP112               | 17 settembre 2009 | Spacewatch                          |
| 636694 | 2014 WX118               | 12 ottobre 2001   | AMOS                                |
| 636695 | 2014 WN120               | 21 novembre 2014  | Mount Lemmon Survey                 |
| 636696 | 2014 WB121               | 20 settembre 2009 | Spacewatch                          |
| 636697 | 2014 WW126               | 11 ottobre 2004   | Spacewatch                          |
| 636698 | 2014 WO130               | 21 ottobre 2014   | Mount Lemmon Survey                 |
| 636699 | 2014 WG131               | 14 luglio 2013    | Pan-STARRS                          |
| 636700 | 2014 WE132               | 17 novembre 2014  | Pan-STARRS                          |

## 636701–636800
| Nome   | Designazione provvisoria | Data di scoperta  | Scopritore            |
| ------ | ------------------------ | ----------------- | --------------------- |
| 636701 | 2014 WD139               | 17 novembre 2014  | Pan-STARRS            |
| 636702 | 2014 WP140               | 15 ottobre 2004   | Mount Lemmon Survey   |
| 636703 | 2014 WE141               | 17 novembre 2014  | Pan-STARRS            |
| 636704 | 2014 WP144               | 17 novembre 2014  | Pan-STARRS            |
| 636705 | 2014 WD148               | 23 settembre 2009 | Mount Lemmon Survey   |
| 636706 | 2014 WE153               | 31 marzo 2011     | Pan-STARRS            |
| 636707 | 2014 WJ153               | 28 ottobre 2014   | Pan-STARRS            |
| 636708 | 2014 WK157               | 16 novembre 2009  | Mount Lemmon Survey   |
| 636709 | 2014 WP157               | 4 dicembre 2005   | Mount Lemmon Survey   |
| 636710 | 2014 WD159               | 25 ottobre 2005   | Mount Lemmon Survey   |
| 636711 | 2014 WG161               | 10 marzo 2005     | Mount Lemmon Survey   |
| 636712 | 2014 WL162               | 8 novembre 2009   | Mount Lemmon Survey   |
| 636713 | 2014 WK168               | 24 novembre 2009  | Spacewatch            |
| 636714 | 2014 WJ169               | 19 ottobre 2006   | Mount Lemmon Survey   |
| 636715 | 2014 WN170               | 28 gennaio 2007   | Spacewatch            |
| 636716 | 2014 WL173               | 31 gennaio 2006   | Mount Lemmon Survey   |
| 636717 | 2014 WR174               | 1 ottobre 2005    | Spacewatch            |
| 636718 | 2014 WX174               | 30 novembre 2003  | Spacewatch            |
| 636719 | 2014 WW178               | 31 agosto 2013    | Pan-STARRS            |
| 636720 | 2014 WX178               | 8 febbraio 2011   | Mount Lemmon Survey   |
| 636721 | 2014 WU179               | 22 ottobre 2003   | Spacewatch            |
| 636722 | 2014 WG181               | 28 febbraio 2012  | Pan-STARRS            |
| 636723 | 2014 WY181               | 22 ottobre 2003   | Spacewatch            |
| 636724 | 2014 WP182               | 14 aprile 2007    | Spacewatch            |
| 636725 | 2014 WA187               | 19 settembre 2009 | Mount Lemmon Survey   |
| 636726 | 2014 WW189               | 6 settembre 2008  | Mount Lemmon Survey   |
| 636727 | 2014 WP195               | 28 agosto 2002    | NEAT                  |
| 636728 | 2014 WS205               | 21 settembre 2009 | Mount Lemmon Survey   |
| 636729 | 2014 WY211               | 25 ottobre 2014   | Mount Lemmon Survey   |
| 636730 | 2014 WZ213               | 28 ottobre 2014   | Pan-STARRS            |
| 636731 | 2014 WG215               | 28 ottobre 2014   | Pan-STARRS            |
| 636732 | 2014 WY215               | 10 novembre 2009  | Spacewatch            |
| 636733 | 2014 WB218               | 15 settembre 2009 | Spacewatch            |
| 636734 | 2014 WU219               | 24 dicembre 2005  | Spacewatch            |
| 636735 | 2014 WJ220               | 1 ottobre 2005    | Mount Lemmon Survey   |
| 636736 | 2014 WZ221               | 12 novembre 2005  | Spacewatch            |
| 636737 | 2014 WY222               | 14 luglio 2013    | Pan-STARRS            |
| 636738 | 2014 WA224               | 3 febbraio 2009   | Spacewatch            |
| 636739 | 2014 WK225               | 3 ottobre 2013    | Mount Lemmon Survey   |
| 636740 | 2014 WK228               | 16 marzo 2007     | Mount Lemmon Survey   |
| 636741 | 2014 WO228               | 3 novembre 2005   | Spacewatch            |
| 636742 | 2014 WW228               | 27 gennaio 2011   | Mount Lemmon Survey   |
| 636743 | 2014 WX228               | 7 gennaio 2006    | Mount Lemmon Survey   |
| 636744 | 2014 WA229               | 19 giugno 2010    | Mount Lemmon Survey   |
| 636745 | 2014 WH229               | 18 settembre 2003 | LONEOS                |
| 636746 | 2014 WR242               | 1 settembre 2005  | NEAT                  |
| 636747 | 2014 WD251               | 15 aprile 1996    | Spacewatch            |
| 636748 | 2014 WM253               | 21 febbraio 2007  | Spacewatch            |
| 636749 | 2014 WO255               | 19 dicembre 2004  | Mount Lemmon Survey   |
| 636750 | 2014 WF257               | 27 marzo 2012     | Mount Lemmon Survey   |
| 636751 | 2014 WK259               | 8 gennaio 2011    | Mount Lemmon Survey   |
| 636752 | 2014 WR259               | 21 settembre 2009 | Spacewatch            |
| 636753 | 2014 WV260               | 30 luglio 2008    | Mount Lemmon Survey   |
| 636754 | 2014 WE263               | 5 marzo 2011      | C. Rinner, F. Kugel   |
| 636755 | 2014 WN263               | 29 settembre 2003 | Spacewatch            |
| 636756 | 2014 WW266               | 8 febbraio 2011   | Mount Lemmon Survey   |
| 636757 | 2014 WS268               | 10 febbraio 2011  | Mount Lemmon Survey   |
| 636758 | 2014 WH271               | 23 settembre 2008 | Spacewatch            |
| 636759 | 2014 WL273               | 21 novembre 2014  | Pan-STARRS            |
| 636760 | 2014 WO273               | 13 marzo 2011     | Spacewatch            |
| 636761 | 2014 WB275               | 8 ottobre 2008    | Spacewatch            |
| 636762 | 2014 WY275               | 16 settembre 2003 | Spacewatch            |
| 636763 | 2014 WW278               | 19 aprile 2006    | Mount Lemmon Survey   |
| 636764 | 2014 WC283               | 8 ottobre 2008    | Spacewatch            |
| 636765 | 2014 WX284               | 22 maggio 2003    | Spacewatch            |
| 636766 | 2014 WZ285               | 14 luglio 2013    | Pan-STARRS            |
| 636767 | 2014 WA286               | 21 novembre 2014  | Pan-STARRS            |
| 636768 | 2014 WE286               | 10 dicembre 2009  | Mount Lemmon Survey   |
| 636769 | 2014 WY291               | 28 gennaio 2011   | Mount Lemmon Survey   |
| 636770 | 2014 WJ295               | 19 febbraio 2010  | Mount Lemmon Survey   |
| 636771 | 2014 WN297               | 1 giugno 2012     | Mount Lemmon Survey   |
| 636772 | 2014 WG300               | 23 ottobre 2009   | Mount Lemmon Survey   |
| 636773 | 2014 WC305               | 22 febbraio 2006  | Mount Lemmon Survey   |
| 636774 | 2014 WH321               | 31 agosto 2014    | Pan-STARRS            |
| 636775 | 2014 WB324               | 21 settembre 2009 | Spacewatch            |
| 636776 | 2014 WH324               | 17 dicembre 2007  | Osservatorio Lulin    |
| 636777 | 2014 WN324               | 9 marzo 2011      | Mount Lemmon Survey   |
| 636778 | 2014 WT326               | 26 luglio 2003    | NEAT                  |
| 636779 | 2014 WD331               | 20 ottobre 2003   | Spacewatch            |
| 636780 | 2014 WN333               | 3 giugno 2008     | Spacewatch            |
| 636781 | 2014 WG335               | 2 aprile 2005     | Mount Lemmon Survey   |
| 636782 | 2014 WE340               | 23 gennaio 2006   | Spacewatch            |
| 636783 | 2014 WD344               | 10 febbraio 2011  | Mount Lemmon Survey   |
| 636784 | 2014 WV344               | 1 settembre 2007  | K. Sárneczky, L. Kiss |
| 636785 | 2014 WA358               | 6 dicembre 2011   | Pan-STARRS            |
| 636786 | 2014 WO359               | 28 gennaio 2000   | Spacewatch            |
| 636787 | 2014 WY368               | 25 settembre 2014 | Spacewatch            |
| 636788 | 2014 WD373               | 8 agosto 2013     | Pan-STARRS            |
| 636789 | 2014 WA376               | 31 marzo 2009     | CSS                   |
| 636790 | 2014 WY382               | 13 aprile 1996    | Spacewatch            |
| 636791 | 2014 WP383               | 19 settembre 2003 | NEAT                  |
| 636792 | 2014 WR384               | 23 novembre 2014  | Mount Lemmon Survey   |
| 636793 | 2014 WO385               | 23 novembre 2014  | Pan-STARRS            |
| 636794 | 2014 WW386               | 24 agosto 2012    | Spacewatch            |
| 636795 | 2014 WL388               | 23 novembre 2014  | Pan-STARRS            |
| 636796 | 2014 WU398               | 28 gennaio 2000   | Spacewatch            |
| 636797 | 2014 WF400               | 22 ottobre 2003   | Spacewatch            |
| 636798 | 2014 WM400               | 14 aprile 2007    | Spacewatch            |
| 636799 | 2014 WC405               | 26 novembre 2014  | Pan-STARRS            |
| 636800 | 2014 WZ405               | 26 novembre 2009  | Spacewatch            |

## 636801–636900
| Nome   | Designazione provvisoria | Data di scoperta  | Scopritore          |
| ------ | ------------------------ | ----------------- | ------------------- |
| 636801 | 2014 WJ411               | 26 gennaio 2011   | Mount Lemmon Survey |
| 636802 | 2014 WN414               | 27 aprile 2012    | Pan-STARRS          |
| 636803 | 2014 WY414               | 26 novembre 2014  | Pan-STARRS          |
| 636804 | 2014 WO416               | 1 settembre 2013  | Pan-STARRS          |
| 636805 | 2014 WK418               | 17 dicembre 2009  | Mount Lemmon Survey |
| 636806 | 2014 WQ420               | 29 maggio 2012    | W. Bickel           |
| 636807 | 2014 WW420               | 6 aprile 2011     | Mount Lemmon Survey |
| 636808 | 2014 WO423               | 1 febbraio 2005   | Spacewatch          |
| 636809 | 2014 WE424               | 12 aprile 2002    | AMOS                |
| 636810 | 2014 WR427               | 4 dicembre 2007   | Mount Lemmon Survey |
| 636811 | 2014 WZ430               | 10 marzo 2007     | Mount Lemmon Survey |
| 636812 | 2014 WK442               | 9 novembre 2009   | Mount Lemmon Survey |
| 636813 | 2014 WL458               | 14 ottobre 2009   | Mount Lemmon Survey |
| 636814 | 2014 WT459               | 17 novembre 2014  | Pan-STARRS          |
| 636815 | 2014 WA460               | 12 gennaio 2000   | Spacewatch          |
| 636816 | 2014 WZ462               | 17 novembre 2009  | Mount Lemmon Survey |
| 636817 | 2014 WW463               | 27 novembre 2014  | Pan-STARRS          |
| 636818 | 2014 WS465               | 20 ottobre 2014   | Mount Lemmon Survey |
| 636819 | 2014 WR466               | 16 settembre 2009 | Spacewatch          |
| 636820 | 2014 WK468               | 14 dicembre 2003  | NEAT                |
| 636821 | 2014 WX468               | 18 novembre 2009  | Mount Lemmon Survey |
| 636822 | 2014 WL471               | 10 marzo 2005     | Mount Lemmon Survey |
| 636823 | 2014 WJ472               | 28 gennaio 2011   | Mount Lemmon Survey |
| 636824 | 2014 WD473               | 21 maggio 2012    | Pan-STARRS          |
| 636825 | 2014 WT478               | 6 ottobre 2013    | Spacewatch          |
| 636826 | 2014 WM481               | 18 febbraio 2002  | A. C. Becker        |
| 636827 | 2014 WH482               | 29 gennaio 2012   | Spacewatch          |
| 636828 | 2014 WJ484               | 24 marzo 2009     | Mount Lemmon Survey |
| 636829 | 2014 WC485               | 21 ottobre 2001   | LINEAR              |
| 636830 | 2014 WB488               | 18 settembre 2003 | Spacewatch          |
| 636831 | 2014 WW498               | 24 agosto 2008    | SSS                 |
| 636832 | 2014 WL499               | 16 novembre 2014  | Mount Lemmon Survey |
| 636833 | 2014 WH500               | 31 gennaio 2006   | Spacewatch          |
| 636834 | 2014 WN503               | 13 dicembre 2010  | Mount Lemmon Survey |
| 636835 | 2014 WJ511               | 22 novembre 2014  | Pan-STARRS          |
| 636836 | 2014 WQ517               | 16 novembre 2014  | Pan-STARRS          |
| 636837 | 2014 WC518               | 2 marzo 2009      | Mount Lemmon Survey |
| 636838 | 2014 WT518               | 17 novembre 2014  | Pan-STARRS          |
| 636839 | 2014 WZ521               | 21 novembre 2009  | Mount Lemmon Survey |
| 636840 | 2014 WL522               | 15 agosto 2013    | Pan-STARRS          |
| 636841 | 2014 WF525               | 5 febbraio 2011   | Mount Lemmon Survey |
| 636842 | 2014 WJ531               | 13 settembre 2013 | Spacewatch          |
| 636843 | 2014 WH565               | 17 novembre 2014  | Mount Lemmon Survey |
| 636844 | 2014 WE567               | 17 novembre 2014  | Pan-STARRS          |
| 636845 | 2014 WN567               | 26 novembre 2014  | Pan-STARRS          |
| 636846 | 2014 WQ574               | 24 novembre 2014  | Pan-STARRS          |
| 636847 | 2014 WN575               | 17 novembre 2014  | Pan-STARRS          |
| 636848 | 2014 WC576               | 17 novembre 2014  | Pan-STARRS          |
| 636849 | 2014 WC580               | 17 novembre 2014  | Pan-STARRS          |
| 636850 | 2014 WP602               | 16 dicembre 2007  | W. Bickel           |
| 636851 | 2014 WY614               | 22 novembre 2014  | Pan-STARRS          |
| 636852 | 2014 XR2                 | 20 dicembre 2004  | Mount Lemmon Survey |
| 636853 | 2014 XO4                 | 9 febbraio 2010   | Mount Lemmon Survey |
| 636854 | 2014 XV10                | 30 settembre 2003 | Spacewatch          |
| 636855 | 2014 XF11                | 26 ottobre 2009   | Spacewatch          |
| 636856 | 2014 XH16                | 16 novembre 2014  | Mount Lemmon Survey |
| 636857 | 2014 XG17                | 13 luglio 2013    | Pan-STARRS          |
| 636858 | 2014 XL24                | 14 agosto 2013    | Pan-STARRS          |
| 636859 | 2014 XP30                | 4 novembre 2014   | Mount Lemmon Survey |
| 636860 | 2014 XD33                | 19 gennaio 2012   | Pan-STARRS          |
| 636861 | 2014 XH33                | 19 gennaio 2012   | Pan-STARRS          |
| 636862 | 2014 XN44                | 30 dicembre 2005  | Mount Lemmon Survey |
| 636863 | 2014 YA13                | 15 ottobre 2007   | Mount Lemmon Survey |
| 636864 | 2014 YH13                | 21 novembre 2008  | Spacewatch          |
| 636865 | 2014 YY18                | 20 dicembre 2014  | Pan-STARRS          |
| 636866 | 2014 YB21                | 20 novembre 2014  | Mount Lemmon Survey |
| 636867 | 2014 YM28                | 6 maggio 2006     | Mount Lemmon Survey |
| 636868 | 2014 YZ30                | 27 ottobre 2008   | Mount Lemmon Survey |
| 636869 | 2014 YT44                | 24 dicembre 2014  | L. Elenin           |
| 636870 | 2014 YR45                | 13 gennaio 1999   | Spacewatch          |
| 636871 | 2014 YL47                | 16 ottobre 2001   | NEAT                |
| 636872 | 2014 YX49                | 21 novembre 2006  | Mount Lemmon        |
| 636873 | 2014 YX57                | 24 luglio 2007    | Osservatorio Lulin  |
| 636874 | 2014 YT58                | 21 dicembre 2014  | Mount Lemmon Survey |
| 636875 | 2014 YB59                | 14 febbraio 2010  | Mount Lemmon Survey |
| 636876 | 2014 YW63                | 16 dicembre 2014  | Pan-STARRS          |
| 636877 | 2014 YL64                | 29 dicembre 2014  | Pan-STARRS          |
| 636878 | 2014 YL83                | 21 dicembre 2014  | Pan-STARRS          |
| 636879 | 2014 YC87                | 29 dicembre 2014  | Pan-STARRS          |
| 636880 | 2014 YQ88                | 21 dicembre 2014  | Pan-STARRS          |
| 636881 | 2015 AK                  | 27 aprile 2012    | Pan-STARRS          |
| 636882 | 2015 AH1                 | 18 luglio 2001    | NEAT                |
| 636883 | 2015 AQ30                | 12 novembre 2005  | Spacewatch          |
| 636884 | 2015 AC32                | 21 dicembre 2014  | Pan-STARRS          |
| 636885 | 2015 AQ35                | 22 settembre 2009 | Spacewatch          |
| 636886 | 2015 AL36                | 16 ottobre 2013   | Mount Lemmon Survey |
| 636887 | 2015 AS39                | 9 ottobre 2007    | Mount Lemmon Survey |
| 636888 | 2015 AH43                | 14 gennaio 2015   | Pan-STARRS          |
| 636889 | 2015 AQ46                | 31 marzo 2003     | SDSS Collaboration  |
| 636890 | 2015 AT50                | 14 settembre 2007 | Spacewatch          |
| 636891 | 2015 AV51                | 3 gennaio 2012    | Mount Lemmon Survey |
| 636892 | 2015 AM56                | 13 gennaio 2015   | Pan-STARRS          |
| 636893 | 2015 AC57                | 20 novembre 2008  | Spacewatch          |
| 636894 | 2015 AX57                | 5 ottobre 2013    | Pan-STARRS          |
| 636895 | 2015 AD60                | 24 ottobre 2009   | Mount Lemmon Survey |
| 636896 | 2015 AQ60                | 15 ottobre 2007   | Mount Lemmon Survey |
| 636897 | 2015 AS64                | 16 ottobre 2010   | R. Holmes           |
| 636898 | 2015 AZ66                | 13 novembre 2010  | Mount Lemmon Survey |
| 636899 | 2015 AN68                | 13 gennaio 2015   | Pan-STARRS          |
| 636900 | 2015 AH70                | 18 dicembre 2004  | Mount Lemmon Survey |

## 636901–637000
| Nome   | Designazione provvisoria | Data di scoperta  | Scopritore                |
| ------ | ------------------------ | ----------------- | ------------------------- |
| 636901 | 2015 AU83                | 14 febbraio 2010  | Mount Lemmon Survey       |
| 636902 | 2015 AV86                | 3 marzo 2009      | Spacewatch                |
| 636903 | 2015 AY91                | 1 maggio 2006     | D. E. Trilling            |
| 636904 | 2015 AL98                | 29 aprile 2011    | Mount Lemmon Survey       |
| 636905 | 2015 AD110               | 21 dicembre 2014  | Pan-STARRS                |
| 636906 | 2015 AH113               | 1 novembre 2013   | Mount Lemmon Survey       |
| 636907 | 2015 AD120               | 9 agosto 2002     | M. W. Buie, S. D. Kern    |
| 636908 | 2015 AC123               | 18 ottobre 2009   | Mount Lemmon Survey       |
| 636909 | 2015 AK127               | 14 gennaio 2015   | Pan-STARRS                |
| 636910 | 2015 AS127               | 14 gennaio 2015   | Pan-STARRS                |
| 636911 | 2015 AM135               | 30 gennaio 2009   | F. Hormuth                |
| 636912 | 2015 AZ137               | 4 marzo 2012      | Mount Lemmon Survey       |
| 636913 | 2015 AO142               | 4 settembre 2013  | Mount Lemmon Survey       |
| 636914 | 2015 AN147               | 14 aprile 2008    | Mount Lemmon Survey       |
| 636915 | 2015 AW159               | 22 ottobre 2005   | Spacewatch                |
| 636916 | 2015 AR162               | 27 febbraio 2012  | Pan-STARRS                |
| 636917 | 2015 AL173               | 7 marzo 1997      | Spacewatch                |
| 636918 | 2015 AD175               | 14 gennaio 2015   | Pan-STARRS                |
| 636919 | 2015 AF179               | 18 aprile 2005    | Spacewatch                |
| 636920 | 2015 AR186               | 14 gennaio 2015   | Pan-STARRS                |
| 636921 | 2015 AT191               | 20 novembre 2003  | Spacewatch                |
| 636922 | 2015 AV195               | 14 gennaio 2015   | Pan-STARRS                |
| 636923 | 2015 AA196               | 31 ottobre 2010   | Z. Kuli                   |
| 636924 | 2015 AE196               | 14 gennaio 2015   | Pan-STARRS                |
| 636925 | 2015 AG198               | 20 novembre 2008  | Spacewatch                |
| 636926 | 2015 AW200               | 25 aprile 2006    | Mount Lemmon Survey       |
| 636927 | 2015 AT201               | 3 ottobre 2010    | Spacewatch                |
| 636928 | 2015 AB202               | 26 dicembre 2014  | Pan-STARRS                |
| 636929 | 2015 AC205               | 1 ottobre 2010    | Mount Lemmon Survey       |
| 636930 | 2015 AH210               | 1 novembre 2010   | Mount Lemmon Survey       |
| 636931 | 2015 AP214               | 4 marzo 2006      | Spacewatch                |
| 636932 | 2015 AS229               | 30 giugno 2013    | Pan-STARRS                |
| 636933 | 2015 AD238               | 15 gennaio 2015   | Pan-STARRS                |
| 636934 | 2015 AK248               | 27 febbraio 2000  | Spacewatch                |
| 636935 | 2015 AS248               | 26 settembre 2006 | Mount Lemmon Survey       |
| 636936 | 2015 AY254               | 19 marzo 2007     | Mount Lemmon Survey       |
| 636937 | 2015 AS259               | 2 dicembre 2014   | Pan-STARRS                |
| 636938 | 2015 AV259               | 21 settembre 2012 | Mount Lemmon Survey       |
| 636939 | 2015 AW261               | 31 ottobre 2013   | Mount Lemmon Survey       |
| 636940 | 2015 AV262               | 27 ottobre 2005   | CSS                       |
| 636941 | 2015 AC263               | 24 ottobre 2005   | Osservatorio di Mauna Kea |
| 636942 | 2015 AL266               | 14 luglio 2013    | Pan-STARRS                |
| 636943 | 2015 AG268               | 13 gennaio 2015   | Pan-STARRS                |
| 636944 | 2015 AY268               | 24 agosto 2001    | Spacewatch                |
| 636945 | 2015 AZ270               | 1 ottobre 2013    | Mount Lemmon Survey       |
| 636946 | 2015 AS272               | 10 marzo 2005     | Mount Lemmon Survey       |
| 636947 | 2015 AM274               | 26 dicembre 2014  | Pan-STARRS                |
| 636948 | 2015 AN276               | 26 agosto 2003    | Cerro Tololo Obs.         |
| 636949 | 2015 AJ279               | 1 ottobre 2003    | Spacewatch                |
| 636950 | 2015 AF289               | 13 gennaio 2015   | Pan-STARRS                |
| 636951 | 2015 AL291               | 27 ottobre 2008   | Spacewatch                |
| 636952 | 2015 AH292               | 15 gennaio 2015   | Pan-STARRS                |
| 636953 | 2015 AO304               | 10 novembre 2013  | Mount Lemmon Survey       |
| 636954 | 2015 BV                  | 2 novembre 2007   | Spacewatch                |
| 636955 | 2015 BC1                 | 4 settembre 2004  | NEAT                      |
| 636956 | 2015 BG1                 | 30 gennaio 2011   | Pan-STARRS                |
| 636957 | 2015 BG2                 | 20 dicembre 2014  | Spacewatch                |
| 636958 | 2015 BF3                 | 4 aprile 2005     | Spacewatch                |
| 636959 | 2015 BW6                 | 9 marzo 2005      | Spacewatch                |
| 636960 | 2015 BT9                 | 10 gennaio 2006   | Mount Lemmon Survey       |
| 636961 | 2015 BG10                | 12 marzo 2011     | Mount Lemmon Survey       |
| 636962 | 2015 BA11                | 10 settembre 2004 | Spacewatch                |
| 636963 | 2015 BB14                | 16 febbraio 2010  | Mount Lemmon Survey       |
| 636964 | 2015 BM18                | 29 settembre 2013 | Spacewatch                |
| 636965 | 2015 BW26                | 15 settembre 2006 | Spacewatch                |
| 636966 | 2015 BX26                | 27 agosto 2001    | Spacewatch                |
| 636967 | 2015 BG27                | 3 dicembre 2005   | Osservatorio di Mauna Kea |
| 636968 | 2015 BV30                | 26 gennaio 2001   | Spacewatch                |
| 636969 | 2015 BB38                | 7 aprile 2005     | Mount Lemmon Survey       |
| 636970 | 2015 BM38                | 30 marzo 2011     | Z. Kuli, K. Sárneczky     |
| 636971 | 2015 BR45                | 17 gennaio 2015   | Mount Lemmon Survey       |
| 636972 | 2015 BQ46                | 15 maggio 2008    | Mount Lemmon Survey       |
| 636973 | 2015 BQ47                | 17 gennaio 2015   | Pan-STARRS                |
| 636974 | 2015 BL48                | 20 luglio 1999    | Spacewatch                |
| 636975 | 2015 BO49                | 23 febbraio 2011  | Spacewatch                |
| 636976 | 2015 BQ49                | 25 settembre 2013 | Mount Lemmon Survey       |
| 636977 | 2015 BK57                | 20 marzo 2002     | Spacewatch                |
| 636978 | 2015 BA60                | 7 settembre 2008  | Mount Lemmon Survey       |
| 636979 | 2015 BC68                | 11 novembre 2004  | Spacewatch                |
| 636980 | 2015 BJ73                | 4 ottobre 2013    | CSS                       |
| 636981 | 2015 BT79                | 6 aprile 2011     | Mount Lemmon Survey       |
| 636982 | 2015 BV79                | 12 settembre 2007 | Mount Lemmon Survey       |
| 636983 | 2015 BY82                | 10 settembre 2007 | Mount Lemmon Survey       |
| 636984 | 2015 BY96                | 24 agosto 2007    | Spacewatch                |
| 636985 | 2015 BE101               | 13 marzo 2011     | Mount Lemmon Survey       |
| 636986 | 2015 BF101               | 10 marzo 2007     | Mount Lemmon Survey       |
| 636987 | 2015 BG104               | 16 settembre 2010 | Spacewatch                |
| 636988 | 2015 BY105               | 24 ottobre 2013   | Mount Lemmon Survey       |
| 636989 | 2015 BX112               | 17 gennaio 2015   | Mount Lemmon Survey       |
| 636990 | 2015 BD115               | 28 maggio 2012    | Mount Lemmon Survey       |
| 636991 | 2015 BM115               | 14 febbraio 2005  | Spacewatch                |
| 636992 | 2015 BN116               | 17 gennaio 2015   | Mount Lemmon Survey       |
| 636993 | 2015 BW128               | 17 settembre 2006 | Spacewatch                |
| 636994 | 2015 BE129               | 29 gennaio 2011   | Spacewatch                |
| 636995 | 2015 BW130               | 26 febbraio 2012  | Pan-STARRS                |
| 636996 | 2015 BZ134               | 17 gennaio 2015   | Pan-STARRS                |
| 636997 | 2015 BX135               | 11 novembre 2004  | Spacewatch                |
| 636998 | 2015 BA137               | 23 ottobre 2003   | Spacewatch                |
| 636999 | 2015 BS140               | 18 dicembre 2007  | Spacewatch                |
| 637000 | 2015 BX140               | 18 settembre 2010 | Mount Lemmon Survey       |